# Ontmoetingskerk (Sleeuwijk)
De Ontmoetingskerk is een Gereformeerd kerkgebouw in de tot de Noord-Brabantse gemeente Altena behorende plaats Sleeuwijk, gelegen aan de Notenlaan 69.

## Geschiedenis
De gereformeerden namen al in 1842 een eenvoudig schuurkerkje in gebruik. Het had geen toren maar wel een voorportaal en het was gelegen aan Notenlaan 3.
In 1967-1968 werd een nieuwe kerk gebouwd naar ontwerp van L.R.T. Oskam. De oude kerk werd daarna gesloopt. Deze kerk is gebouwd in de stijl van het naoorlogs modernisme. De kerk bevat veel symboliek zoals de klokkentoren met drie opgaande stijlen die naar de drie-eenheid verwijzen. Als materiaal werden afgekeurde bakstenen gebruik die symboliseren dat onvolmaakte mensen toch een kerkgemeenschap kunnen bouwen. De kerk heeft een licht afhellend dak.
Het orgel is van 1968 en werd gebouwd door de firma Pels & Van Leeuwen.
De kerk is nu een protestantse kerk.